# محمد أباد (زابل)
محمد أباد (بالفارسية: محمدآباد) هي مدينة تقع في إيران في Shib Ab District.